# Проспект Махтумкули
Проспект Махтумкули (туркм. Magtymguly şaýoly) — старейший и основной проспект Ашхабада, пересекает город с северо-запада на юго-восток. Исторически назывался Мервским проспектом. Сейчас носит имя туркменского поэта и мыслителя Махтумкули.

## История
Мервский проспект пролегал через весь город и далее сливался с дорогой, ведущей в Мерв. При СССР именовался проспектом Свободы.
На проспекте установлен первый памятник Махтумкули. Первые фонтаны в городе появились так же на этом проспекте. Вдоль проспекта высажены деревья клёнов, платанов и белой акации, альбиции, туи, сосен и кипарисов.

## Примечательные здания и сооружения
- ТГИТиС
- Культурно-развлекательный центр «Парахат»
- Главный драматический театр Туркменистана имени Молланепеса
- Государственный русский драматический театр имени А.С.Пушкина

## Парки
- Аллея вдохновения
- Парк культуры и отдыха «Ашхабад»[2]
- Парк культуры и отдыха «Гунеш»